# Joan Ramon Folc II de Cardona
Joan Ramon Folc II de Cardona (Arbeca, 1400-1471) fou comte de Cardona i vescomte de Vilamur (1441-1471). És fill de Joan Ramon Folc I de Cardona i de Joana de Gandia.

## Militar al servei de la corona
El 1423 va comandar l'estol de 22 galeres que va dur reforços a Nàpols per Alfons el Magnànim, que es trobava en una posició de feblesa enfront Lluís III d'Anjou després de ser derrotat per Muzio Sforza a l'entorn del Castel Capuano, i comandà el mateix estol poc més tard escoltant el rei de tornada als seus regnes, no sense abans destruir el port de Marsella amb la seva flota, el més important dels dominis angevins.
Va donar suport al rei Joan el sense Fe a la guerra civil catalana.

## Núpcies i descendents
Es va casar el 1414 amb Joana de Prades, comtessa de Prades i baronesa d'Entença, filla de Pere de Prades i de Joana de Cabrera. Van tenir cinc fills: 
- Timbor de Cardona, va ser monja i està enterrada a la catedral de Tarragona compartint sepultura amb el seu nebot l'arquebisbe Pere de Cardona.
- Violant de Cardona, casada amb Felip Albert, amb qui va tenir una filla: Caterina Albert de Pallars.
- Margarida de Cardona
- Joana de Cardona, casada amb Arnau Roger IV de Pallars Sobirà
- Joan Ramon Folc III de Cardona, qui serà el seu successor i incorporarà els títols de la seva mare als del comte de Cardona.